# Jean-Bernard Restout
Jean-Bernard Restout, né le 22 février 1732 à Paris où il est mort le 18 juillet 1797, est un peintre et un aquafortiste français.

## Biographie
Appartenant à une lignée de peintres normands, les Restout, et fils du peintre Jean Restout dont il est l'élève, Jean-Bernard obtient le prix de Rome en 1758 pour une toile bâtie autour du thème Abraham conduit Isaac pour l’offrir en sacrifice puis séjourne en Italie de 1761 à 1765. 

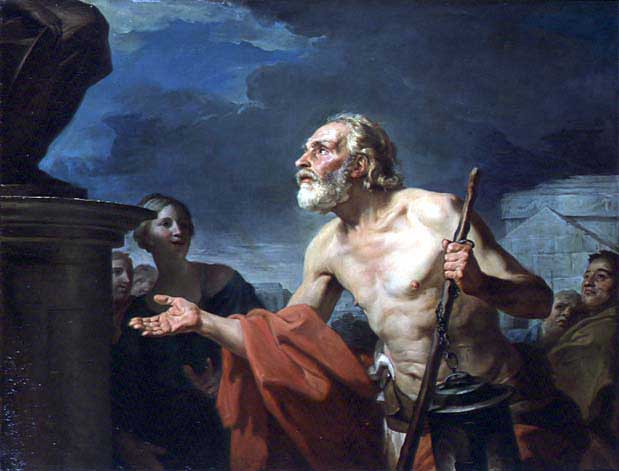
Diogène demandant l’aumône aux statues, 1767. Musée des Augustins de Toulouse.

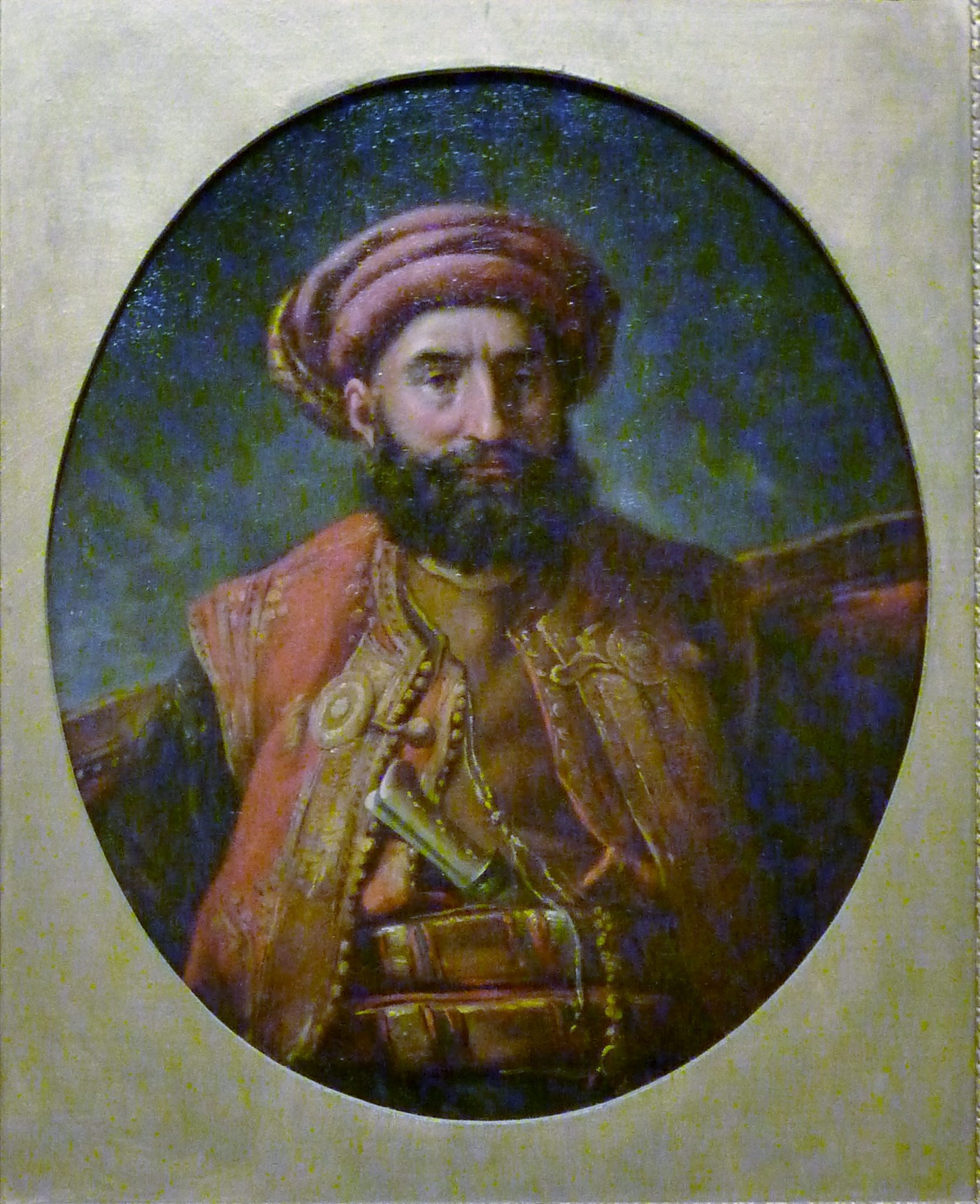
Portrait de Suleiman Aga (1777, Musée des Beaux-Arts de Quimper).

Les premiers temps il a du mal à se détacher de l'influence écrasante de son père. Puis, avec les années, il construit une œuvre assez singulière : il n'est ni dans les débuts du néo-classicisme, ni dans les retards du rococo, mais exactement entre les deux, se rapprochant de Jean-Baptiste Greuze et de sa façon de traiter frontalement le thème (comme dans son Diogène). Le grand ami de son père, le peintre Quentin de La Tour lui donna aussi des leçon de pastel, comme il le mentionne dans son premier testament de novembre 1768.
Il est agréé à l’Académie de peinture à son retour d’Italie, puis en réponse à une commande royale, exécute en 1766 une série de quatre dessus de porte sur le thème des quatre saisons pour le salon des jeux du château de Bellevue (musée national du château de Versailles et de Trianon).

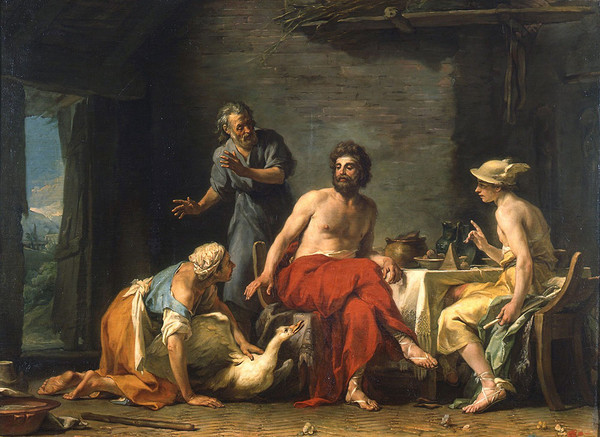
Philémon et Baucis donnant l'hospitalité à Jupiter et Mercure (1769), musée des beaux-arts de Tours.

Il est reçu comme peintre d'histoire à l'Académie le 25 novembre 1769, en présentant la toile intitulée Philémon et Baucis donnant l’hospitalité à Jupiter et Mercure (musée de la ville de Tours). Denis Diderot, dans ses Salons, y exprime à l'année 1771 un jugement sévère : « Faible de couleur, sans harmonie, sans intérêt. Un Mercure ignoble, un Jupiter court de corps avec de mauvais bras d’enfant ; trop sévère ; Mercure croqué ; mauvais fond ». Le critique d'art du Journal encyclopédique en revanche écrit que « ce morceau n’est pas le moins intéressant. Ce sujet souvent traité offrait par cette raison-là même bien des difficultés. Monsieur Restout a su néanmoins rendre cette scène neuve, par l’heureuse disposition des personnages. Son Jupiter a de la noblesse… ».
Il expose fréquemment au Salon de Paris de 1767 à 1771 puis en 1791. Il désire être nommé professeur-adjoint à l’Académie en 1771, mais est refusé à ce poste quand il montre La Présentation au temple au Salon cette année-là qui choque le jury. Il marqua alors son opposition au joug des institutions. Il prononce contre l'Académie en décembre 1789 un discours dans lequel il prône la « liberté du génie » et la dissolution de l'institution ; ceci marque le début de son engagement pendant les années révolutionnaires.
On connaît de lui des portraits et des allégories en eaux fortes aux traits vigoureux (1764, 1771).
Son portrait de Souleiman Aga (1777, musée des beaux-arts de Quimper) exécuté lors de la visite en ambassade à Paris, annonce l’orientalisme du XIXe siècle par son approche réaliste et presque psychologique du pacha. S'il reste néanmoins influencé par l’exotisme oriental mis à la mode par François Boucher et Van Loo dans la première moitié du XVIIIe siècle, il tend à s’éloigner des « turqueries » factices.
À la Révolution, il est président de la Commune des Arts qui mène campagne, avec son fondateur David pour la suppression de l’Académie. Il est nommé ensuite commissaire de la section des Tuileries par Roland, puis directeur du Garde-Meuble de la Couronne, et c'est à ce titre qu'il y appose les scellés trois semaines avant le vol du Garde-Meuble (les 11-16 septembre 1792 mais découvert plus tard). Ceci manque de lui coûter la vie pendant la Terreur, lorsque Roland et ses amis sont impliqués rétroactivement dans cette affaire. Soupçonné, il est emprisonné à la prison Saint-Lazare, pour être relâché avec la chute de Robespierre le 27 juillet 1794. Durant son incarcération, il exécute son autoportrait, le seul que l'on connaisse de lui.
Il fut, comme son père, membre de l’Académie de Rouen.
L'inventaire de son œuvre est récent, et totalise près de 150 toiles, ainsi que des dessins, pastels, et gravures.

## Œuvres
- Orléans, musée des Beaux-Arts : Le Cardinal de Bérulle faisant hommage à la Vierge des religieuses carmélites introduites par lui en France, 1787-1788, plume et encre, lavis, crayon sur papier vergé 36 x 27,5 cm[6].